# Цілинна балка (Нижня Хортиця)
Цілинна балка — ентомологічний заказник місцевого значення. Об'єкт розташований на території Запорізького району Запорізької області, село Нижня Хортиця.
Площа — 4 га, статус отриманий у 1984 році.

## Природні особливості

### Раритетні види та угруповання рослин

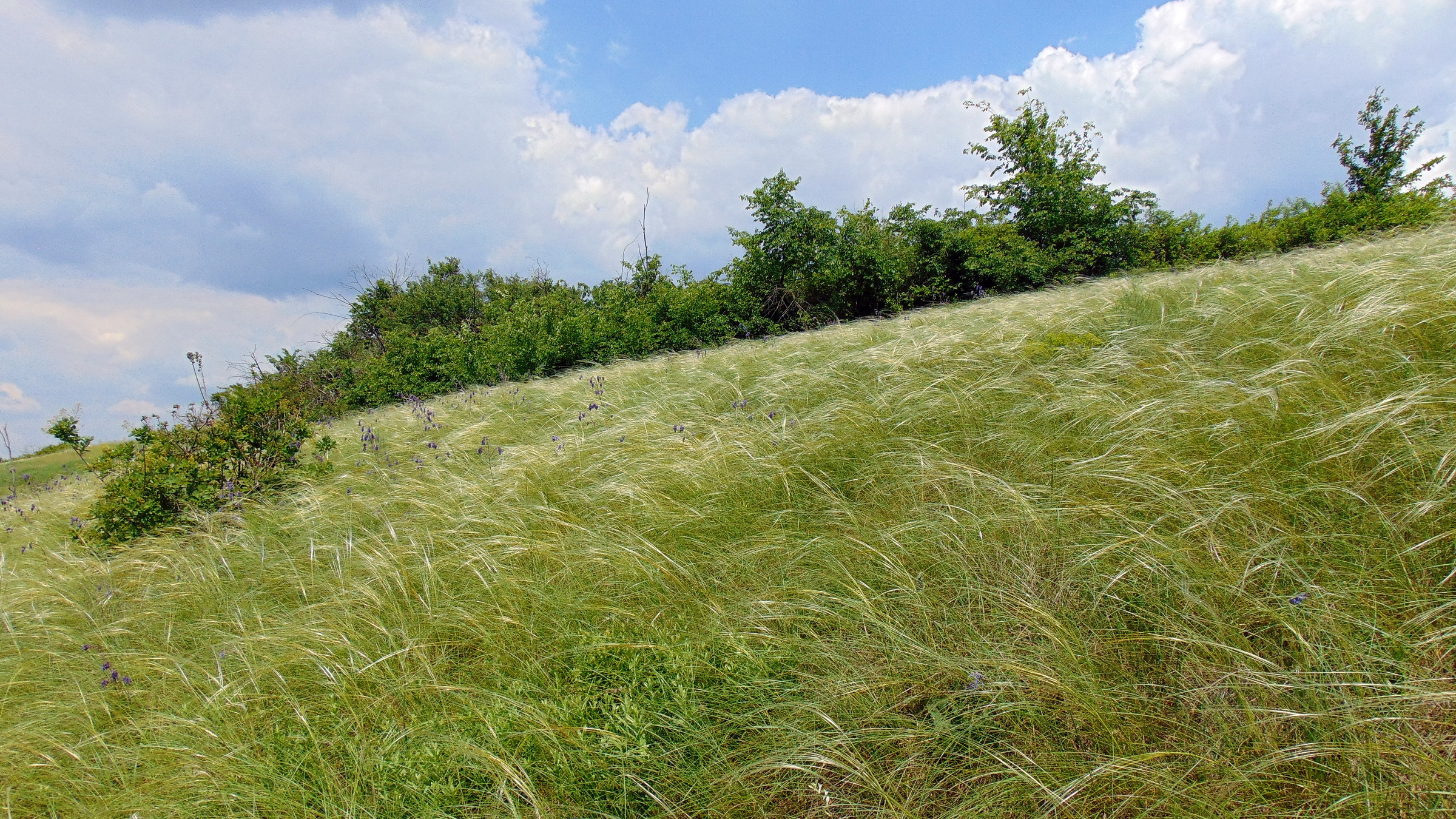
Формація ковили найкрасивішої

На території ентомологічного заказника зростають 1 вид рослин, занесений до Червоного списку МСОП (астрагал шерстистоквітковий), 9 видів рослин, занесених до Червоної книги України (сон лучний, горицвіт волзький, астрагал понтійський, астрагал шерстистоквітковий, брандушка різнокольорова, ковила волосиста, ковила Лессінга, ковила пірчаста і ковила найкрасивіша) та 6 видів, занесених до Червоного списку рослин Запорізької області (мигдаль степовий, астрагал пухнастоквітковий, барвінок трав'янистий, півники маленькі і проліска дволиста).
На території заказника виявлено 5 рослинних угруповань, які занесені до Зеленої книги України, зокрема формації мигдалю степового, ковили волосистої, ковили пірчастої, ковили найкрасивішої та ковили Лессінга. 

### Раритетні види тварин
На території заказника зареєстровано 8 видів тварин, занесених до Червоної книги України (вусач земляний хрестоносець, махаон, поліксена, джміль глинистий, ксилокопа звичайна, ящірка зелена, полоз жовточеревий, сліпак подільський).

## Галерея

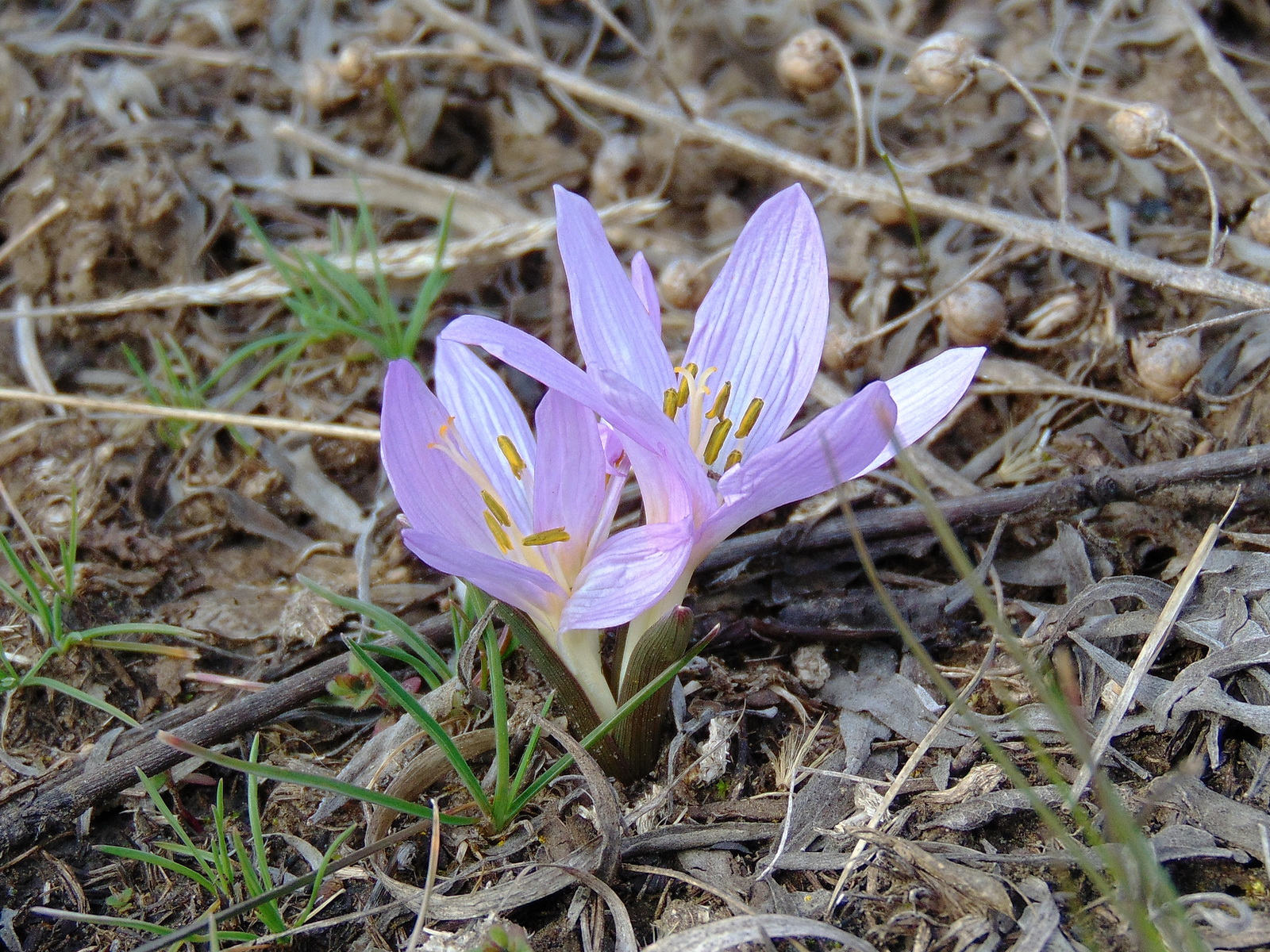
Брандушка різнокольорова
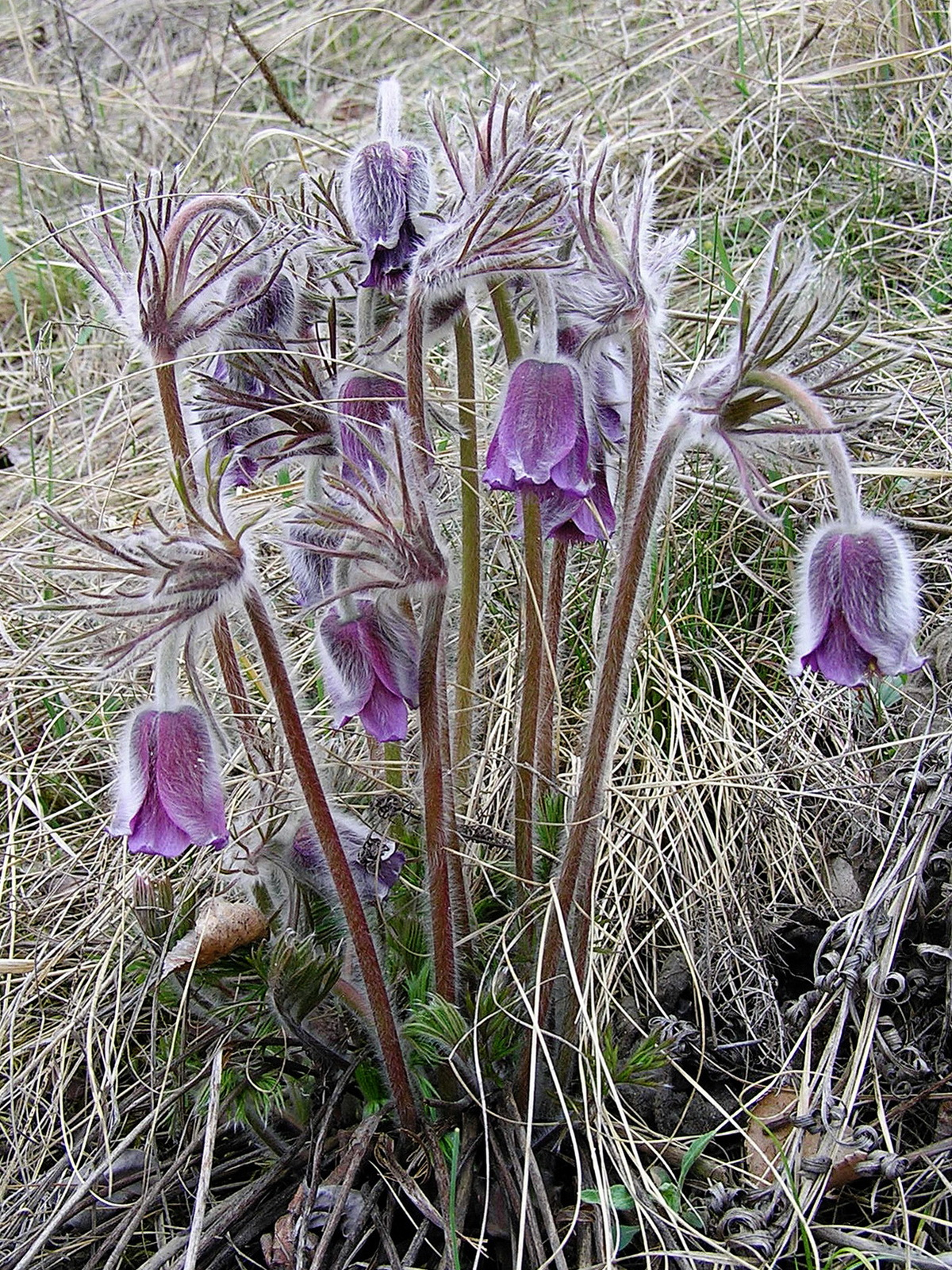
Сон лучний
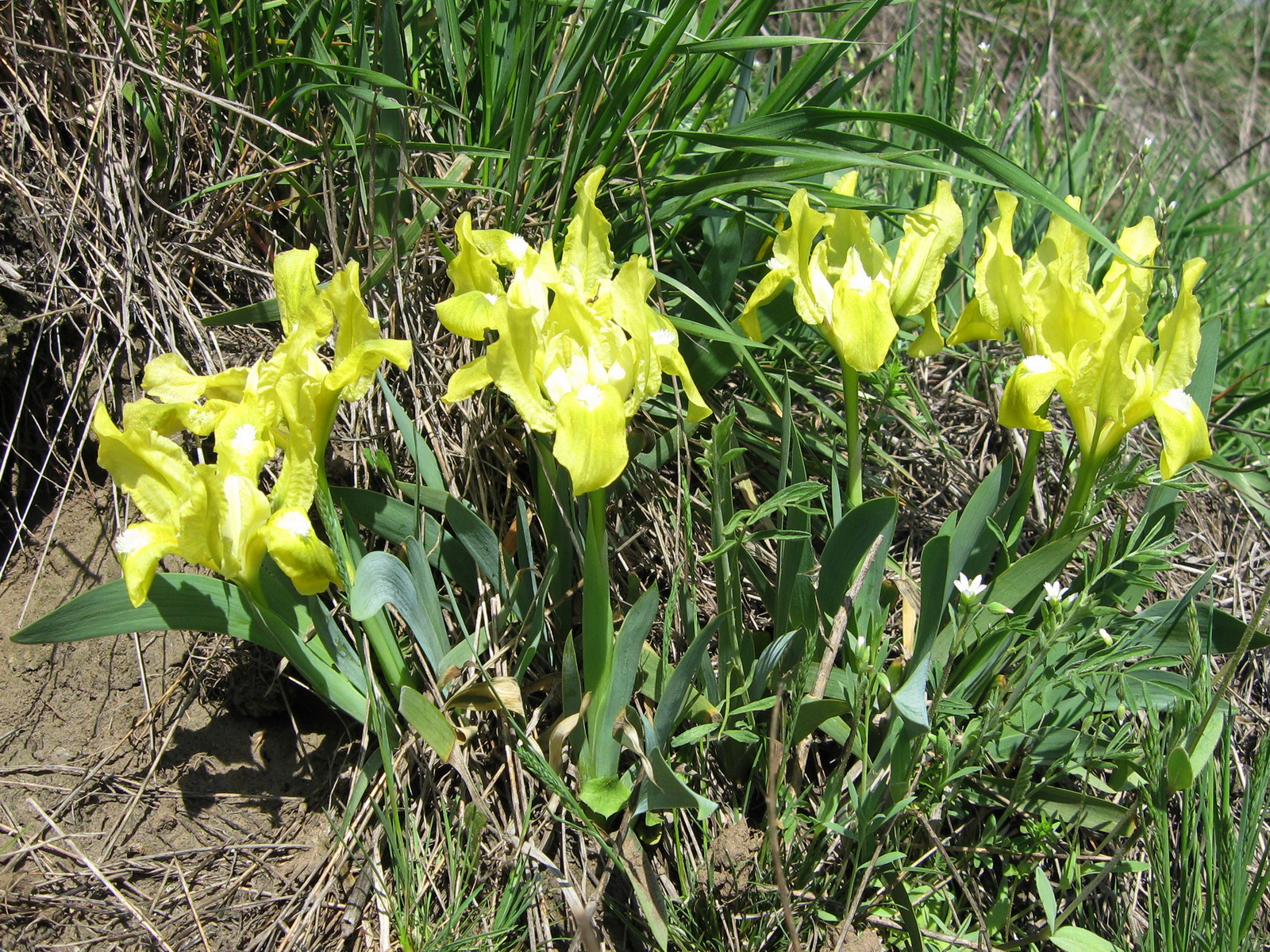
Півники маленькі
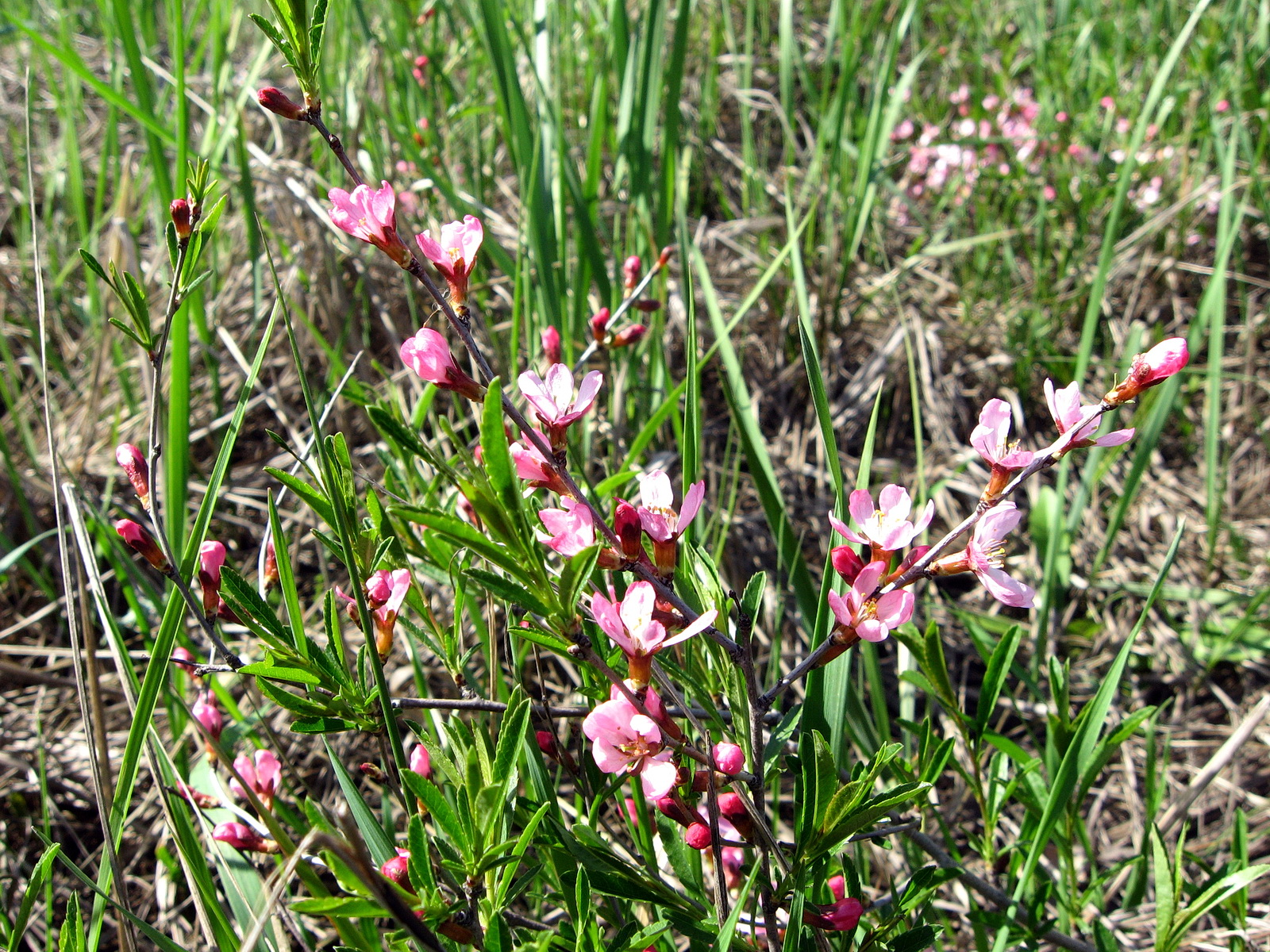
Мигдаль степовий
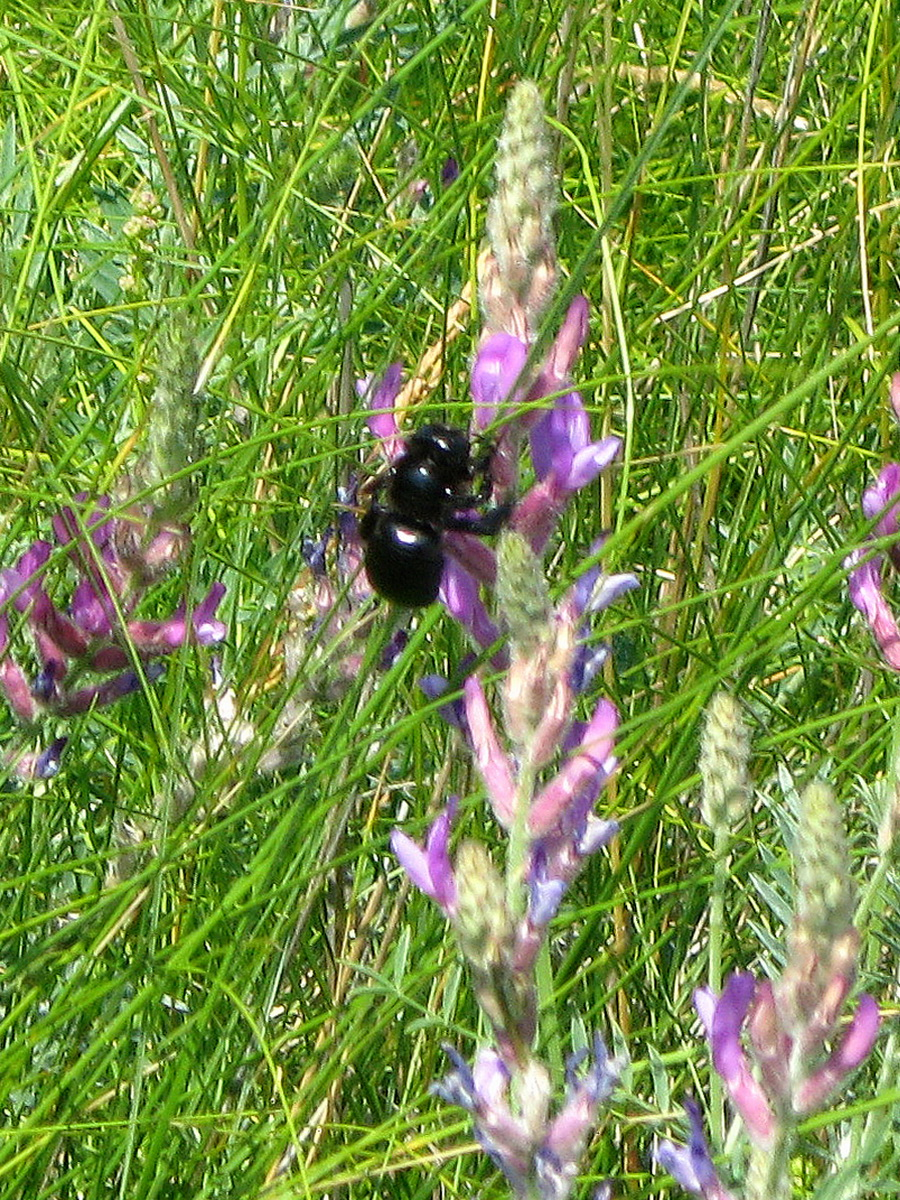
Ксилокопа звичайна
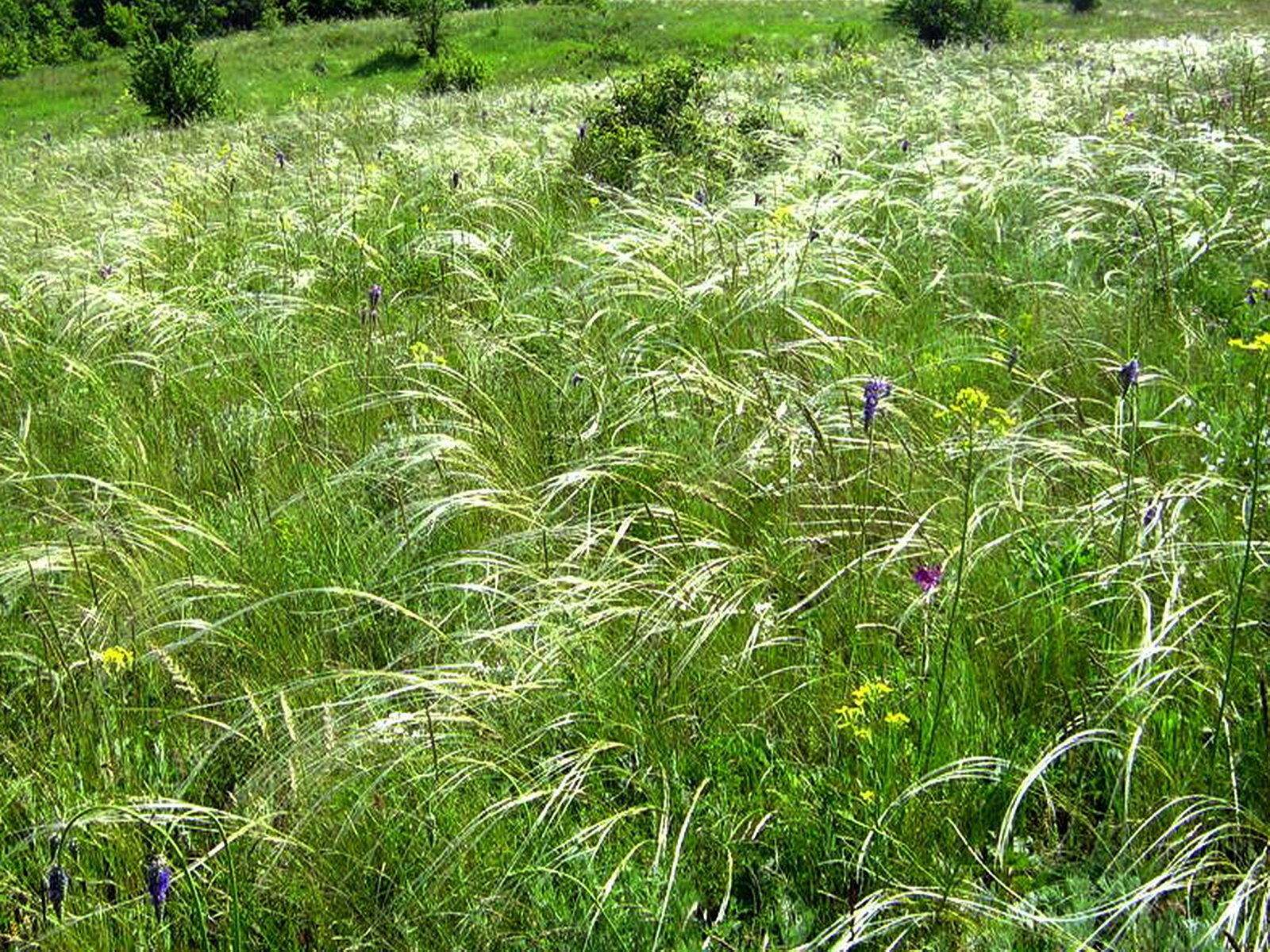
Формація ковили Лессінга